# Bagumbayan
Bagumbayan ist eine philippinische Stadtgemeinde in der Provinz Sultan Kudarat. Sie hat 67.061 Einwohner (Zensus 1. August 2015).

## Baranggays
Bagumbayan ist politisch in 20 Baranggays unterteilt.
| - Bai Sarifinang - Biwang - Busok - Chua - Daguma - Daluga - Kabulanan - Kanulay - Kapaya - Kinayao | - Masiag - Monteverde - Poblacion - Santo Niño - Sison - South Sepaka - Sumilil - Tadschihi - Titulok - Tuka |